# 우정사업본부
우정사업본부(郵政事業本部)는 우정사업을 분장하는 대한민국 과학기술정보통신부의 소속 기관이다. 2000년 7월 1일 발족하였으며, 본부는 세종특별자치시 어진동 정부세종청사에 있다. 본부장은 고위공무원단 가등급에 속하는 임기제 공무원으로 보한다.

## 출범
1998년 김대중 정부 출범 이후 국영 체제 하에서 공공성 위주로 계획된 우정 및 금융 사업은 우편 물량 증가의 둔화, 금융 시장 개방에 다른 금융기관의 대형화, 금융 및 물류 산업의 경쟁이 심화됨에 따라 환경의 변화에 대응하기에는 한계가 있다고 지적되었다. 이에 따라 기간 산업인 우정 및 금융 사업을 국영 체제로 유지하면서, 대·내외 환경 변화에 능동적으로 대응할 수 있는 방안을 모색하는 취지에서 우정사업본부의 설치가 결정되었다.
이에 따라 2000년 7월 1일 우정사업본부가 출범했다. 우정사업본부가 출범함에 따라 정보통신부 본부에서 관할하던 우정사업 기능을 우정사업본부로 이관하였으며, 소속 기관으로 지방우정청·지식경제공무원교육원·우정사업정보센터 및 우정사업조달사무소를 두고, 계약직·임기제·성과급 연봉제를 적용하는 본부장을 공개 채용을 통해 선발토록 하였다. 이를 통해 선발된 본부장은 장관과 경영에 관한 계약을 체결하고, 계약 내용에 따라 경영의 독립성 및 자율성을 가지고 독자적으로 사업을 운영하며, 경영 결과에 대해 책임을 진다.

## 직무
- 우편물의 접수·운송·배달 등 우편 사업에 관한 사무
- 우체국예금·우체국보험 등 우체국 금융 사업에 관한 사무

### 우편 사업
「우편법」 제2조에서는 '우편 사업은 국가가 경영'한다고 명시하고 있으며, '타인을 위한 신서의 송달행위'를 그에 해당하는 사업이라고 규정하고 있다. 그러나, 같은 조항에서 '과학기술정보통신부장관은 우편사업의 일부를 개인, 법인 또는 단체 등으로 하여금 경영하게 할 수' 있다고 별도로 규정하고 있으므로, 실질적으로는 국가와 민간이 공동으로 경영하는 체제이며 이것을 우정사업본부가 통괄하여 관리하고 있다.

### 금융 사업
예금, 보험, 체크카드 업무를 취급한다.
이전에는 자체 브랜드 없이 삼성카드, 신한카드, 롯데카드, 현대카드, KB국민카드, 우리카드, 하나카드에 우체국 계좌를 연결한 제휴 신용/체크카드만 발급했으나, 그 중 현대카드(국내용), 롯데카드, 하나카드, 삼성카드는 제휴 체크카드 발급이 중단됐고 우리카드와 KB국민카드 제휴 신용카드 역시 발행이 중단됐다. 현재 제휴 체크카드는 신한카드에서만 나오며, 제휴 신용카드는 하나카드와 제휴해서 발행 중이다. 하나카드는 일부 사업자용 우체국 자체 체크카드 상품에 카드전표 매입망을 제공하고 있다.
우체국 자체 체크카드의 일부 상품은 티머니 선불교통카드를 탑재할 수 있다.
2012년에 비씨카드와 제휴하여 비씨카드의 전산망을 이용한 자체 브랜드 체크카드인 "스타트 체크카드"를 출시했으며, 현재 우체국예금 홈페이지에서는 우체국 자체 체크카드만 발급하고 있다. 따라서 타사 제휴 우체국 체크카드를 신청하려면 신한카드는 창구에서만 제휴 체크카드의 후발급 신청을 받는다. 또한 우체국 자체 카드를 인터넷에서 사용할 때 카드사 목록에 없으면 비씨카드의 ISP를 이용해야 한다. 우체국 자체 체크카드는 국내전용으로만 나오다가 2017년에 출시한 '하이브리드 여행 체크카드'를 통해 비자카드가 추가됐으며, 교통카드 기능이 탑재된 카드는 전부 티머니 선불교통카드뿐이었으나 이 역시 2017년에 나온 '하이브리드 여행 체크카드'를 통해 후불교통카드가 추가됐다. 단, 후불교통카드와 하이브리드 카드 기능은 바로비씨카드로 우회한 것이다. 자체 신용카드는 발급하지 않지만, "다드림 통장"을 신용카드 결제 계좌로 지정했을 때 혜택을 주는 건 있다.
같은 상품의 복수 발급은 할 수 없다. 따라서 티머니가 없는 버전에서 티머니 버전으로 바꿀 때나, 국내 전용에서 해외 겸용으로 바꿀 때에는 기존 카드를 해지하고 다시 신청해야 한다. 유니마일 적립형과 캐시백형 2가지로 나오는 라이프플러스 체크카드도 캐시백형과 유니마일형을 동시에 소지할 수 없다. 서로 다른 우체국 체크카드는 여러 개 소지가 가능하다.
자체 체크카드는 창구에서 즉시 발급 시에는 오래 된 자재로 발급할 수 있기 때문에, 되도록이면 인터넷으로 신청(후발급)하는 것이 좋다. 비씨카드를 통해 우체국 등기우편으로 보낸다.
대부분은 카드 앞면에 카드 번호를 프린팅해서 발행하고 일부 후발급 카드는 앞면에 양각했으나, 현재는 거의 카드 후면에 카드 번호를 프린팅해서 발행하고 있다.
우체국 자체 체크카드는 대부분의 간편결제 서비스에 등록해서 사용이 가능하다. 다만 롯데계열의 간편결제 앱인 L.pay에는 아예 등록할 수 없었다가, 2024년부터 지원을 시작했다.
다른 시중은행들과 달리 20영업일이 경과함에도 우체국에서 계좌개설시 단기간 다수계좌 신청서를 작성해야 하며, 계좌를 개설하여도 인터넷뱅킹과 체크카드 신청을 통장 개설과 동시에 할 수 없게 변경하여 절차가 상당히 까다로워졌다. 신규 개설시에는 15일 이후부터 인터넷뱅킹 및 체크카드의 신청이 가능하다. 20일 내에 통장을 개설하게 된다면, 급여통장 용도 외에는 아예 안 받아 주는 경우가 많다.
게다가 통장 상품의 전환가입이 거의 안 되기 때문에, 자신이 쓰고 있는 상품에서 다른 상품으로 이용하고 싶으면 기존의 계좌를 해지해야 한다.
OTP는 토큰형과 카드형을 모두 취급한다.
해외송금과 환전업무는 우체국 자체에서 하지 않고 신한은행(송금, 인터넷 환전업무) 및 하나은행(오프라인 환전 매매, 일부 우체국 한정)과 제휴해서 시행 중이다.
수수료 면제 혜택은 적은 편이며, 대학교 재학생이 재학 증명서를 제출했을 경우에는 1년 간 수수료가 면제된다. 우체국 통장 평균 잔액이 50만 원 이상일 경우에는 인터넷/스마트폰 뱅킹을 통한 타행이체 수수료가 무제한 면제되며, 모든 상품에 공통으로 적용된다. e-Postbank 예금을 이용할 경우에는 영업시간 외에도 우체국 ATM에서 항상 현금출금 수수료를 면제해 준다.
2018년 3월 5일부터 모든 입출금상품의 시간외 출금 수수료, ATM/전자금융 타행이체 수수료 등을 전면 폐지했으나 2019년 9월부터 월 10회로 축소했다.
2017년 12월에 비자카드, 2019년 1월에 마스터카드, 2019년 5월에 은련과 각각 업무 제휴를 맺고 각 국제 브랜드 체크카드를 내놓았다. 은련은 체크카드 중 보기 드물게 비접촉 결제 서비스인 퀵패스를 장착하여 발행하나, 은련의 브랜드 로열티 0.8%를 받는다. 그러나 은련은 라이프플러스 체크카드와 건설올패스 전자카드(구. 하나로 전자카드) 이후 신규로 출시한 상품이 없었으며, 영리한 체크카드와 라이프플러스 체크카드 유니마일형이 단종되고 건설올패스 전자카드와 라이프플러스 체크카드 캐시백형이 비자카드로 변경되면서 은련 체크카드 라인업은 2024년 12월 22일을 마지막으로 소멸했다.
ATM에서 충전을 지원하는 교통카드 브랜드는 티머니뿐이며, 최소 5,000원부터 가능하다. 현금입금과 계좌이체식을 모두 지원한다.
2017년부터 전산 시스템 개편을 추진했고, 2023년 5월에 시스템 전면 개편을 단행했다.

### 금융망 제휴
한국산업은행, 하나은행, 중소기업은행, 한국씨티은행, 전북은행과 제휴한 것을 시작으로, 몇몇 은행들과 금융망을 제휴 중이다. 해당 은행 카드를 이용하면 우체국 ATM 입출금 수수료가 없지만, 위의 반대는 안 된다.
2022년 6월 16일에는 기존에 제휴 중이던 하나은행 외에 신한은행, 우리은행, KB국민은행과 추가로 업무 협약을 맺었고, 2022년 11월 30일부터 4대 대형 은행들이 모두 우체국 ATM에서 자행 수수료만 내고 이용할 수 있게 됐다.
2023년 11월 30일에는 iM뱅크, 경남은행과 제휴를 맺었고, 2024년 12월에는 SC제일은행과 추가로 제휴했다.

## 연혁
- 1883년 1월 12일: 우정사 설립.
- 1884년 4월 22일: 우정총국 설립.
- 1884년 11월 18일: 근대 우편업무 개시, 우표 발행.
- 1900년 1월 1일: 국제우편업무 개시, 만국 우편 연합 가입.
- 1900년 5월 10일: 우편엽서 도입.
- 1902년 10월 18일: 고종황제 즉위 40주년 기념우표 발행.
- 1905년 4월 1일: 통신권을 일본에 빼앗기고, 우체사와 전보사를 우편국[8]으로 개편.
- 1905년 7월: 우편환 및 저금업무 개시.
- 1908년 10월 1일: 사서함 제도 및 약속우편제도 실시.
- 1909년 2월 8일: 주재집배원 제도 실시.
- 1910년 10월: 우편대체 및 속달우편제도 실시.
- 1911년 5월: 내용증명우편제도 실시.
- 1912년 4월: 요금후납우편제도 실시.
- 1929년 10월 1일: 조선간이생명보험 업무 개시.
- 1931년 4월: 외국 우편 대체 업무 개시.
- 1935년 8월 1일: 사설우체통제도 실시.
- 1948년 8월 15일: 대한민국 정부 수립과 동시에 체신부 발족.
- 1949년 8월: 지방체신국은 체신청으로, 우편국은 우체국으로 개칭.
- 1950년 9월 22일: 군사우편제도 실시.
- 1952년 12월 16일: 우편연금법 및 국민생명보험법 제정.
- 1956년 6월 1일: 항공서간 발행.
- 1957년 12월 11일: 연하우표 발행.
- 1959년 3월 1일: 서울중앙우체국 야간 업무 개시.
- 1962년 12월 31일: 규격봉투제도 실시.
- 1966년 3월 1일: 광고우편제도 실시.
- 1968년 4월 1일: 우편물 당일배달제와 자기앞수표 발행 개시.
- 1969년 5월 1일: 그라비아 인쇄 우표 발행.
- 1969년 5월 21일: 전신환현금배달 및 경조전신환제도 실시.
- 1970년 7월 1일: 우편번호 도입.
- 1977년 1월 1일: 보험 업무를 농협으로 이관.
- 1977년 3월 1일: 예금 업무를 농협으로 이관.
- 1979년 7월 1일: 국제특급우편 개시.
- 1979년 8월 1일: 국제우편환 개시.
- 1980년 9월 10일: 우편물 자동 소인기를 서울중앙우체국에 설치.
- 1981년 10월 5일: 국내특급우편 개시.
- 1982년 1월 1일: 민원우편제도 실시.
- 1983년 7월 1일: 예금 및 보험 업무 재개.
- 1983년 12월 27일: 우편취급소 설치.
- 1990년 7월 4일: 서울우편집중국 개국으로 우편물 처리 자동화.
- 1994년 12월 23일: 정보통신부 출범.
- 2000년 7월 1일: 우정사업본부 출범.[9]
- 2004년 7월 1일: 우편물류통합정보시스템 구축.
- 2004년 11월 15일: 우체국금융 새 브랜드 '에버리치' 제정.
- 2006년 3월 1일: 빠른우편 폐지, 익일특급 제도 신설.
- 2008년 2월 29일: 지식경제부 소속으로 개편.[10]
- 2011년 12월 29일: 키자니아 서울 내 우체국 체험관 오픈.
- 2013년 3월 2일: 집배원들의 근무 환경 개선을 위해 익일: 오전 특급 서비스 중 일요일: 배달 업무 중단.
- 2013년 3월 23일: 정부조직 개편에 따라 지식경제부 소속에서 미래창조과학부 소속으로 변경.[11]
- 2014년 12월 22일: 서울특별시 종로구 서린동에서 정부세종청사로 본부 이전.[12]
- 2017년 7월 26일: 과학기술정보통신부 소속으로 변경.[13]

### 역대 로고

1945-1957
1957-1983
1983-2010
2010-현재

## 조직
| 실·단                | 담당관실·과                                                                                  |
| -------------------- | -------------------------------------------------------------------------------------------- |
|                      |                                                                                              |
| 본부장 산하 하부조직 |                                                                                              |
| 경영기획실           | 경영총괄담당관실ㆍ재정기획담당관실ㆍ기반시설기획담당관실ㆍ홍보협력담당관실ㆍ노사협력담당관실 |
|                      | 디지털혁신담당관실ㆍ감사담당관실ㆍ준법감시담당관실ㆍ운영지원과                               |
| 우편사업단           | 우편정책과ㆍ물류기획과ㆍ우편집배과ㆍ우편사업과ㆍ소포전자상거래과ㆍ국제사업과                 |
| 예금사업단           | 금융총괄과ㆍ예금위험관리과ㆍ예금사업과ㆍ예금증권운용과ㆍ예금대체투자과                       |
| 보험사업단           | 보험기획과ㆍ보험위험관리과ㆍ보험개발심사과ㆍ보험사업과ㆍ보험증권운용과ㆍ보험대체투자과       |

### 소속기관
- 본부장의 관장 사무를 지원하는 기관
  - 우정인재개발원
  - 우정정보관리원
  - 우정사업조달센터
- 본부장의 소관 사무를 분장하는 기관
  - 서울지방우정청
  - 경인지방우정청
  - 부산지방우정청
  - 충청지방우정청
  - 경북지방우정청
  - 전북지방우정청
  - 전남지방우정청
  - 강원지방우정청
  - 제주지방우정청

## 역대 본부장
| 정부        | 대수           | 이름                              | 임기                               | 비고 |
| ----------- | -------------- | --------------------------------- | ---------------------------------- | ---- |
| 김대중 정부 | 초대           | 이교용(李敎鎔)                    | 2000년 7월 1일 ~ 2003년 2월 28일   |      |
| 노무현 정부 | 2대            | 구영보(具永甫)                    | 2003년 4월 12일 ~ 2005년 4월 11일  |      |
| 노무현 정부 | 3대            | 황중연(黃仲淵)                    | 2005년 4월 12일 ~ 2007년 4월 11일  |      |
| 노무현 정부 | 4대            | 정경원(鄭卿元)                    | 2007년 4월 12일 ~ 2009년 4월 11일  |      |
| 이명박 정부 | 4대            | 정경원(鄭卿元)                    | 2007년 4월 12일 ~ 2009년 4월 11일  |      |
| 5대         | 남궁민(南宮珉) | 2009년 4월 12일 ~ 2011년 4월 11일 |                                    |      |
| 6대         | 김명룡(金明龍) | 2011년 4월 12일 ~ 2013년 6월 11일 |                                    |      |
| 박근혜 정부 | 7대            | 김준호(金俊縞)                    | 2013년 7월 15일 ~ 2015년 7월 14일  |      |
| 박근혜 정부 | 8대            | 김기덕(金基德)                    | 2015년 8월 14일 ~ 2017년 8월 13일  |      |
| 문재인 정부 | 9대            | 강성주(姜聲珠)                    | 2017년 11월 15일 ~ 2019년 7월 22일 |      |
| 문재인 정부 | 10대           | 박종석(朴鍾石)                    | 2019년 11월 29일 ~ 2021년 12월 2일 |      |
| 문재인 정부 | 11대           | 손승현(孫承鉉)                    | 2021년 12월 3일 ~ 2023년 5월 31일  |      |
| 윤석열 정부 | 11대           | 손승현(孫承鉉)                    | 2021년 12월 3일 ~ 2023년 5월 31일  |      |
| -           | 박인환         | 2023년 6월 1일 ~ 2023년 9월 26일  | 직무대리                           |      |
| 12대        | 조해근         | 2023년 9월 26일 ~                 |                                    |      |

## 정원
소속기관을 포함한 우정사업본부에 두는 공무원의 정원은 다음과 같다.
| 총계      | 총계              | 33,212명 |
| --------- | ----------------- | -------- |
| 일반직 계 | 일반직 계         | 33,212명 |
|           | 고위공무원단      | 15명     |
|           | 3급 이하 5급 이상 | 832명    |
|           | 6급 이하          | 32,356명 |
|           | 전문경력관        | 9명      |

## 사건·사고 및 논란

### 우정청 설립 추진
2006년 9월 20일, 정보통신부가 지난 9월 12일 당정협의에서 회기 내 처리하기로 했던 우정사업본부의 우정청 승격이 무산되었다고 밝혔다. 이후, 2008년 11월 경 자유선진당 류근찬 의원이 우정청 승격에 관한 법안을 발의했으나 논의조차 이루어지지 못하고 폐기처분되었으며, 2010년 10월에는 민주당 조경태 의원이 국회 질의를 통해 "비정규직을 포함한 직원이 4만 4000여 명, 연간 예산이 6조 원에 이르는 거대한 조직을 사업본부로 두는 것은 옳지 않다"며 우정청 승격을 주장했으나 당시 최경환 지식경제부 장관이 "현 체제에서 자율성과 책임경영을 강화하는 게 바람직하다"라며 반대 의사를 나타내었다.
2012년 3월 26일 제28대 전국우정노동조합위원장에 연임된 이항구는 당선 소감에서 "2012년은 총선, 대선 등 정권 교체 시기를 맞아 우정청 신설을 관철해야 하는 중대한 기로에 있다"라며 "4만 5천명의 거대 조직으로 국민에게 완벽한 서비스를 제공해야 하는 책임기관으로서 지경부공무원노조, 별정우체국중앙회 등과 함께 힘을 합쳐 우정청 신설을 반드시 이뤄낼 것"이라고 밝혔다.
2013년 2월 6일 개최된 'ICT 정책과 우정사업 토론회'에서, 스마트시대에 우정사업본부가 성장하기 위해서는 독립외청인 우정청으로 격상해 시장에 대한 발빠른 대응이 필요하다는 요구가 나왔다. 토론회에 참여한 김철완 정보통신정책연구원(KISDI) 선임연구위원은 "ICT의 빠른 변화에 발맞출 자율성을 보장하기 위해 우본의 인사·예산권은 독립돼야 한다"라면서 "ICT 전담부처 산하 독립 외청인 우정청으로 전환되는 것이 최선"이라고 말했다.

### 민영화 논란
2008년 1월, 대통령직인수위원회가 정보통신부 산하 우정사업본부를 우정청으로 승격한 뒤 2012년에 정보통신부가 50%의 지분을 확보하고 창구·우편·예금·보험 등 4개 계열사로 단계별 매각하여 민영화하는 방안을 추진할 방침으로 알려졌다.
이에 대해 정보통신부 체신노동조합은 "우정사업을 경제적인 논리로 민영화하면 수익성이 떨어지는 우체국의 대대적인 폐국 조치가 불가피하고 이는 곧 해당 지역 주민들의 큰 불편을 초래할 것"이라는 성명을 발표하였다.

### 분식회계 적발
2007년부터 3년 동안 우정사업본부가 경영평가점수를 잘 받기 위해 1,800여억 원을 분식회계한 것과 일부 직원들이 영업 실적을 올리기 위해 사망자 명의 등으로 110개의 차명계좌를 개설한 것이 2012년 1월 감사원 조사 결과 드러났다. 이에 대해 감사원은 차명계좌를 개설해 금융실명제법을 위반한 직원들의 징계 및 경영성과 왜곡 금지를 우정사업본부장에게 요청하였다.

## 같이 보기
- 대한민국 과학기술정보통신부
- 대한민국의 우편번호
- 우체국
- 우편집중국
- 일본우정공사

### 내용주
1. ↑  소속기관 포함.
2. ↑  단, 중량이 350g을 넘거나 요금이 기본통상우편의 10배를 넘는 우편물의 경우 민간 택배회사가 취급할 수 있도록 하고 있다.
3. ↑  인터넷에서 M, X중 신청이 가능하며 현금카드 탑재가 가능하다. 후불교통은 신한과 현대만 가능하다.
4. ↑  일부 상품은 마스터카드를 선택할 수 있다.(신한신세계, 몰테일, 위메프, 쿠팡, 요기요, 신한EV, SRT, 메이플스토리, 넷마블, FANTASTIC S, CJ ONE만 가능)
5. ↑  "일반저축예금"으로 가입했으면, 무통장 상품인 e-Postbank 예금만 전환가입이 가능하고 나머지 상품으로는 전환가입이 안 된다.
6. 1 2  개방형 직위.

### 참조주
1. 1 2  「우정사업본부 직제」 별표 2
2. ↑  「우정사업본부 직제 시행규칙」 제2조
3. ↑  임화섭 (2018년 3월 4일). “5일부터 우체국예금 ATM 출금·타행송금 수수료 폐지”. 《연합뉴스》 (서울). 2018년 4월 26일에 확인함.
4. ↑  남혁우 (2020년 8월 3일). “2천억 규모 우체국 차세대 금융시스템, IT서비스 3사 경쟁 예고”. 《ZDNET Korea》. 2023년 5월 6일에 확인함.
5. ↑  이효정 (2023년 5월 6일). “"어린이날부터 78시간 체크카드·이체 안 됩니다"”. 《아이뉴스24》. 2023년 5월 6일에 확인함.
6. ↑  이지헌 (2022년 6월 16일). “우정본부·국민·신한·우리·하나은행 업무협약”. 《연합뉴스》 (서울). 2022년 11월 29일에 확인함.
7. ↑  조정인 (2022년 11월 29일). “내일부터 우체국 창구서 은행 예금 입·출금 가능”. 《KBS》. 2022년 11월 29일에 확인함.
8. ↑  일본은 우체국을 "우편국"으로 표기한다.
9. ↑  대통령령 제16355호
10. ↑  대통령령 제20678호
11. ↑  대통령령 제24444호
12. ↑  이진 (2014년 12월 22일). “130년 광화문 역사 마침표 찍은 우정사업본부의 세종 시대 개막”. 《IT조선》. 2017년 9월 21일에 원본 문서에서 보존된 문서. 2017년 9월 20일에 확인함.
13. ↑  대통령령 제28210호
14. ↑  박승정 (2006년 9월 21일). “[기자수첩] 우정청 설립 또 해 넘기나”. 《이티신문》. 2012년 4월 2일에 확인함.
15. ↑  이종탁 (2008년 11월 25일). “[우정이야기] '우정청 승격' 법안 국회 제출하다”. 《주간경향》. 2012년 4월 2일에 확인함.
16. ↑  이종탁 (2011년 6월 21일). “[우정이야기] "체신청? 이젠 우정청이에요"”. 《주간경향》. 2012년 4월 2일에 확인함.
17. ↑  이상일 (2012년 3월 29일). “전국우정노조 새 위원장에 이항구씨”. 《디지털데일리》. 2012년 4월 2일에 확인함.
18. ↑  임광복 (2013년 2월 6일). “"우정청으로 승격해 스마트시대 대처해야"”. 《파이낸셜뉴스》. 2013년 10월 12일에 확인함.
19. ↑  이정환 (2008년 1월 24일). “우정 민영화 눈앞… 비판은 실종”. 《미디어오늘》. 2012년 4월 2일에 확인함.
20. ↑  강진원 (2012년 1월 16일). “감사원, "우정사업본부 천8백억 분식회계"”. 《YTN》. 2012년 4월 2일에 확인함.
21. ↑  안정식 (2012년 1월 16일). “감사원 "우정사업본부, 부당 회계처리 '실적 뻥튀기'"”. 《SBS》. 2012년 4월 2일에 확인함.
22. ↑  김동렬 (2012년 1월 17일). “[기자수첩] 우정사업본부, 민영화돼야 정신차리나”. 《재경일보》. 2012년 4월 2일에 확인함.